# António Jacinto
António Jacinto, de son vrai nom António Jacinto do Amaral Martins, né à Luanda (Angola) le 28 septembre 1924 et mort le 23 juin 1991 à Lisbonne (Portugal), est un poète angolais d'expression lusophone.

## Biographie
Après avoir terminé ses années de lycée à Luanda,(il n'y avait pas d'université à Luanda à cette époque les plus riches et les boursiers partaient étudier au Portugal)  il commence à travailler comme fonctionnaire. Il se singularise comme poète contestataire à messages et, conséquence de son militantisme politique, il est arrêté et interné dans le camp concentrationnaire de Tarrafal au Cap-Vert de 1960 à 1972. Il est ensuite transféré à Lisbonne où, en liberté conditionnelle, il exerce la fonction de comptable. Il s’échappe en 1973 pour rejoindre le mouvement Mouvement populaire de libération de l'Angola (MPLA) pour l'indépendance de l’Angola. Dès l'indépendance proclamée en 1975 et jusqu’en 1978, il a exercé les fonctions de Ministre de l’Éducation et Secrétaire d’État à la Culture.

## Sélection d'œuvres
- Poèmes, 1961, Éditions Casa dos Estudantes do Império, Lisbonne.
- Outra vez Vovô Bartolomeu, 1979.
- Survivre dans Tarrafal de Santiago, Éditions INALD (Instituto Nacional do Livro de Disco), 1985, Luanda.

### Poèmes célèbres
- O grande desafio (Le Grand défi)
- Poema da alienação (Poème de l’aliénation)
- Carta dum contratado (Lettre d’un engagé)
- Monangamba (adaptation française et mise en musique par Colette Magny en 1964)
- Canto interior de uma noite fantástica (Chant intérieur d’une nuit fantastique)
- Era uma vez (Il était une fois)
- Bailarina negra (Danseur noir)
- Ah! Se pudésseis aqui ver poesia que não há! (Ah ! Si vous pouviez voir qu’ici il n’y a pas de poésie !)

## Citations
- « Sur cette vaste plantation, ce n'est pas la pluie mais la sueur de mon front qui arrose les récoltes » (in poème Monangamba)